# Porphyrinia mardina
Porphyrinia mardina är en fjärilsart som beskrevs av Otto Staudinger 1901. Porphyrinia mardina ingår i släktet Porphyrinia och familjen nattflyn. Inga underarter finns listade i Catalogue of Life.